# (365443) Holiday
Pour les articles homonymes, voir Holiday.
(365443) Holiday est un astéroïde de la ceinture principale.

## Description
(365443) Holiday est un astéroïde de la ceinture principale. Il fut découvert le 23 juin 2010 aux États-Unis par le programme WISE. Il présente une orbite caractérisée par un demi-grand axe de 2,33 UA, une excentricité de 0,24 et une inclinaison de 5,7° par rapport à l'écliptique.
Il est nommé d'après la chanteuse Billie Holiday.